# Biblia Hebraica Quinta
Biblia Hebraica Quinta (BHQ, BH5) znaći Peta hebrejska biblija popravljena je inačica tzv. Stuttgartske hebrejske biblije (Biblia Hebraica Stuttgartensia). Izdaja još se vrši. Knjige Starog zavjeta objavi Njemačko biblijsko društvo (Deutsche Bibelgesellschaft) u Stuttgartu.
Tekst Stuttgartske biblije popraviju prema lenjingradskom kodeksu (Codex leningradensis), koji se je smatrao najstarijom sačuvanom hebrejskom biblijom, dok Jacqui Safra nije otkrila stariji rukopis, tzv. Sassonov kodeks.
U projektu radi međunarodna ekipa teologa, biblicista i hebraista iz 14 država (Izrael,  Švicarska, Njemačka, Irska, Španjolska, Italija, Poljska, SAD, Nizozemska, Belgija, Velika Britanija, Francuska, Norveška), koji su katoličke, protestantske i židovske vjere, to jest znaći da projekt je ekumenski.
Projekt će dovršen vjerojatno do 2032. godine. Do sada je objavljeno 8 svezaka Starog zavjeta u godinama 2004. i 2021.

## Vanjske poveznice
- Biblia Hebraica Quinta (BHQ). Band 16: Job (Deutsche Bibelgesellschaft)